# Небікон
Небікон (нім. Nebikon) — громада  в Швейцарії в кантоні Люцерн, виборчий округ Віллізау.

## Географія
Громада розташована на відстані близько 50 км на північний схід від Берна, 30 км на північний захід від Люцерна.
Небікон має площу 3,7 км², з яких на 23,9% дозволяється будівництво (житлове та будівництво доріг), 35,4% використовуються в сільськогосподарських цілях, 39,7% зайнято лісами, 1,1% не є продуктивними (річки, льодовики або гори).

## Демографія
2019 року в громаді мешкало 2695 осіб (+15,9% порівняно з 2010 роком), іноземців було 29,9%. Густота населення становила 723 осіб/км².
За віковим діапазоном населення розподілялося таким чином: 23,2% — особи молодші 20 років, 62,9% — особи у віці 20—64 років, 13,9% — особи у віці 65 років та старші. Було 1083 помешкань (у середньому 2,5 особи в помешканні).
Із загальної кількості 1064 працюючих 32 було зайнятих в первинному секторі, 417 — в обробній промисловості, 615 — в галузі послуг.